# El Colorado, Zinapécuaro
El Colorado är en ort i Mexiko.   Den ligger i kommunen Zinapécuaro och delstaten Michoacán de Ocampo, i den södra delen av landet, 170 km väster om huvudstaden Mexico City. El Colorado ligger 2 488 meter över havet och antalet invånare är 178.
Terrängen runt El Colorado är huvudsakligen kuperad, men åt sydväst är den platt. Runt El Colorado är det ganska tätbefolkat, med 104 invånare per kvadratkilometer. Närmaste större samhälle är Acámbaro, 14,5 km nordväst om El Colorado. I omgivningarna runt El Colorado växer huvudsakligen savannskog.